# Panamerikanische Spiele 2011/Leichtathletik – Marathon der Männer
Der Marathonlauf der Männer bei den Panamerikanischen Spielen 2011 fand am 30. Oktober 2011 in Guadalajara statt.
21 Athleten aus 14 Ländern nahmen an dem Wettbewerb teil. Die Goldmedaille gewann Solonei da Silva nach 2:15:37 h, Silber ging an Diego Colorado mit 2:17:13 h und die Bronzemedaille sicherte sich Juan Carlos Cardona mit 2:18:20 h.

## Rekorde
Vor dem Wettbewerb galten folgende Rekorde:
| Weltrekord        | Patrick Makau Musyoki | 2:03:38 h | Berlin-Marathon, Deutschland                  | 25. September 2011 |
| Rekord der Spiele | Jorge González        | 2:12:43 h | Panamerikanische Spiele in Caracas, Venezuela | 28. August 1983    |

## Ergebnis
30. Oktober 2011, 8:30 Uhr
| Platz | Athlet              | Land               | Zeit (h)   |
| ----- | ------------------- | ------------------ | ---------- |
|       | Solonei da Silva    | Brasilien          | 2:16:37    |
|       | Diego Colorado      | Kolumbien          | 2:17:13 PB |
|       | Juan Carlos Cardona | Kolumbien          | 2:18:20    |
| 4     | Luis Alberto Rivera | Puerto Rico        | 2:19:06 SB |
| 5     | José Amado García   | Guatemala          | 2:20:27 SB |
| 6     | Carlos Cordero      | Mexiko             | 2:20:49    |
| 7     | Constantino León    | Peru               | 2:21;18    |
| 8     | Patrick Rizzo       | Vereinigte Staaten | 2:21;58    |
| 9     | Jean da Silva       | Brasilien          | 2:22:41    |
| 10    | Tomas Luna          | Mexiko             | 2:23:47    |
| 11    | Alfredo Arévalo     | Guatemala          | 2:25:53    |
| 12    | Raul Manuel Pacheco | Peru               | 2:27:39    |
| 13    | Franklin Tenorio    | Ecuador            | 2:28:25    |
| 14    | Ausberto Lucas      | Bolivien           | 2:31:30    |
| 15    | Henrry Jaen         | Kuba               | 2:31:30    |
| 16    | Franklin Aduviri    | Bolivien           | 2:33:49    |
| 17    | Dimas Castro        | Nicaragua          | 2:47:25    |
| 18    | Larryn Sanchez      | Venezuela          | 2:50:20    |
| 19    | Williams Sanchez    | El Salvador        | 3:07:25    |
|       | Jeffrey Eggleston   | Vereinigte Staaten | DNF        |
|       | Johnny Loria        | Costa Rica         | DNF        |